# Grounds for Divorce
Grounds for Divorce è un film muto del 1925 diretto da Paul Bern. La sceneggiatura si basa sul romanzo Vålopörös Holay di Ernö Vajda, pubblicato nel 1923 a Budapest. Vajda, una volta a Hollywood, sarebbe diventato un nome molto noto del cinema e del teatro USA come Ernest Vajda.

## Trama
Maurice Sorbier, uno dei più noti avvocati divorzisti di Parigi, finisce egli stesso per divorziare dalla moglie Alice. Questa si risposa con il conta Zappata, con grande delusione di un suo corteggiatore, Guido, aviatore e noto rubacuori. Ben presto, Alice si rende conto di non amare il conte, ma questi si rifiuta di darle il divorzio. Dietro suggerimento di Guido, la signora si rivolge all'ex marito per chiedergli consiglio ma, soprattutto, per avere una scusa per rivederlo. Guido convince il conte a salire in aereo con lui e, una volta in volo, lo terrorizza con una serie di pericolose acrobazie per fargli firmare un documento che concede il divorzio ad Alice. Finalmente a terra, Guido scopre deluso che la donna è scappata via con Maurice. All'aviatore non resta altro che il conforto di Marianne, una sua ammiratrice che lo assilla da tempo.

## Produzione
Il film fu prodotto dalla Famous Players-Lasky Corporation

## Distribuzione
Il copyright del film, richiesto dalla Famous Players-Lasky Corp., fu registrato il 19 giugno 1925 con il numero LP21546.
Distribuito da Jesse L. Lasky e Adolph Zukor per la Paramount Pictures, fu presentato a New York il 28 giugno 1925 per poi uscire nelle sale cinematografiche USA il 27 luglio.
Si ritiene che il film sia andato presumibilmente perduto.